# Кондурату (Прахова)
Кондурату (рум. Conduratu) насеље је у Румунији у округу Прахова у општини Баба Ана. Oпштина се налази на надморској висини од 108 m.

## Становништво
Према подацима из 2002. године у насељу је живело 1011 становника, од којих су сви румунске националности.